# Rosita Amores
Rosita Amores, née à Nules, dans la communauté valencienne, en 1938, est une artiste de variétés espagnole.

## Biographie
Sous la dictature franquiste, Rosita Amores est une pionnière du cabaret érotique au milieu des années 1960, aux côtés de personnalités telles que Rafael Conde (el "Titi") et a joué au Théâtre Alkazar de Valence. 
Rosita Amores réussit à contourner la censure du temps de Franco lorsque l'érotisme en Catalogne était cantonné au domaine privé. Elle est devenue une icône populaire du spectacle à Valence. 
Sa chanson Posa'm Menta est devenue un souffle de liberté pour le peuple.